# آرش بيات
آرش بيات (بالفارسية: آرش بیات) هو لاعب كرة قدم إيراني في مركز الوسط، ولد في 19 يوليو 1983 في طهران في إيران. لعب مع نادي ليونغسكايل ونادي ماريهامن.